# یوشیتاکا کیشیکاوا
یوشیتاکا کیشیکاوا (ژاپنی: 岸川 義隆؛ زادهٔ ۱۶ ژانویهٔ ۱۹۷۹) یک بازیکن فوتبال اهل ژاپن است.
از باشگاه‌هایی که در آن بازی کرده‌است می‌توان به باشگاه فوتبال یوکوهاما فلگلز، اشگاه فوتبال اومیا آردیجا و باشگاه فوتبال ناگویا گرامپوس اشاره کرد.